# Liste der Biografien/Stub
Liste der Biografien |
Portal Biografien |
Personensuche
# |
A |
B |
C |
D |
E |
F |
G |
H |
I |
J |
K |
L |
M |
N |
O |
P |
Q |
R |
S |
T |
U |
V |
W |
X |
Y |
Z |
?
 
Sa |
Sb |
Sc |
Sd |
Se |
Sf |
Sg |
Sh |
Si |
Sj |
Sk |
Sl |
Sm |
Sn |
So |
Sp |
Sq |
Sr |
Ss |
St |
Su |
Sv |
Sw |
Sy |
Sz
 
Sta |
Ste |
Sth |
Sti |
Stj |
Stl |
Sto |
Str |
Sts |
Stt |
Stu |
Stv |
Stw |
Sty
 
Stua |
Stub |
Stuc |
Stud |
Stue |
Stuf |
Stug |
Stuh |
Stui |
Stuj |
Stuk |
Stul |
Stum |
Stun |
Stup |
Stur |
Stus |
Stut |
Stuu |
Stuv |
Stuw |
Stux |
Stuy
Die Liste der Biografien führt alle Personen auf, die in der deutschsprachigen Wikipedia einen Artikel haben. Dieses ist eine Teilliste mit 158 Einträgen von Personen, deren Namen mit den Buchstaben „Stub“ beginnt.
- Stub, Ambrosius († 1758), dänischer Dichter
- Stub, Sverre (* 1946), norwegischer Diplomat

### Stubb
- Stubb, Alexander (* 1968), finnischer Politiker, Ministerpräsident und Staatspräsident, MdEPAlexander Stubb (* 1968)

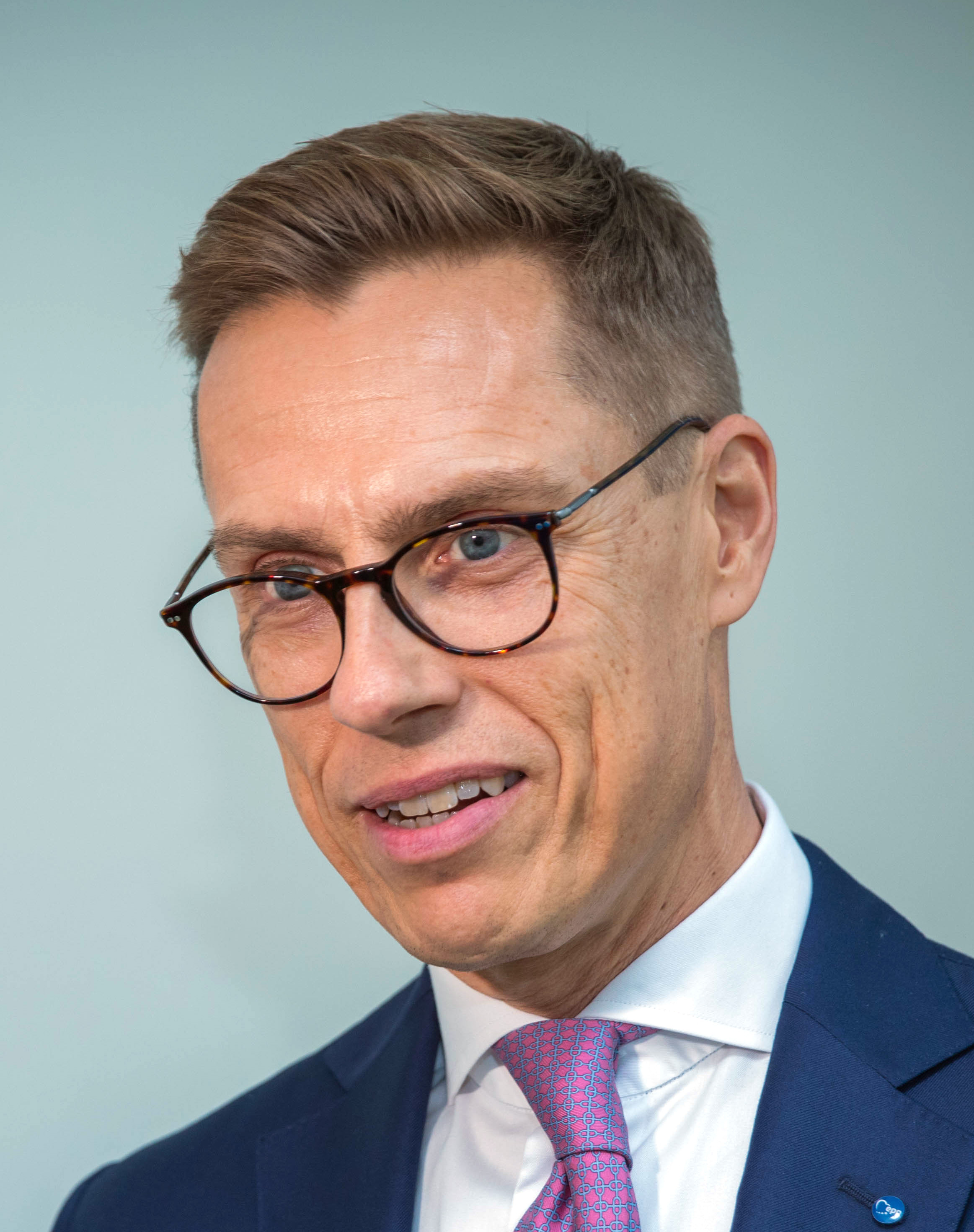
Alexander Stubb (* 1968)

- Stubb, Hans (1906–1973), deutscher Fußballspieler
- Stubbe da Luz, Helmut (* 1950), deutscher Historiker, Kommunalpolitiker (CDU, FDP) und Philosoph
- Stübbe, Anna (1912–2002), deutsche Aktivistin der Homophilenbewegung
- Stubbe, Christian (* 1982), deutscher Bogenschütze
- Stubbe, Ellen (* 1949), deutsche evangelische Theologin
- Stübbe, Friedrich (1906–1998), deutscher Fabrikant
- Stubbe, Gerhard (1922–2004), deutscher Radrennfahrer
- Stubbe, Hannes (* 1941), deutscher Anthropologe, Psychologe, Kinderpsychotherapeut, Brasilianist und Wissenschaftshistoriker
- Stubbe, Hans (1868–1948), deutscher Architekt, Baubeamter und Hochschullehrer
- Stubbe, Hans (1902–1989), deutscher Agrarwissenschaftler, Genetiker, Züchtungsforscher, MdV (Kulturbund)
- Stubbe, Heinrich (1864–1941), deutscher Politiker, Hamburger Bürgerschaftsabgeordneter und Senator (SPD)
- Stubbe, Henry (1632–1676), englischer Gelehrter
- Stubbe, JoAnne (* 1946), US-amerikanische Biochemikerin
- Stubbe, Joy (* 1997), niederländische Beachvolleyballspielerin
- Stubbe, Julie (1883–1959), deutsche Politikerin (SPD), Abgeordnete in der Hamburger Bürgerschaft
- Stubbe, Kalle (* 1980), deutscher American-Football-Spieler
- Stubbe, Peter (* 1943), deutscher Fußballtrainer
- Stubbe, Puk (* 2000), niederländische Beachvolleyballspielerin
- Stubbe, Tom (* 1981), belgischer Radrennfahrer
- Stübben, Josef (1845–1936), deutscher Architekt, Stadtplaner und Hochschullehrer
- Stübben, Oskar (1877–1943), deutscher Verwaltungsjurist, Bank- und Versicherungsmanager
- Stübben, Peter Jakob (1830–1902), deutscher Schneidermeister, königlich preußischer Hoflieferant
- Stubbendorff, Hans (1851–1931), deutscher Gutspächter und Politiker, MdR
- Stubbendorff, Ludwig (1906–1941), deutscher Reiter
- Stubbendorff, Walter (1888–1945), deutscher Rittergutsbesitzer und Politiker (DNVP), MdR
- Stubberud, Jørgen (1883–1980), norwegischer PolarforscherJørgen Stubberud (1883–1980)

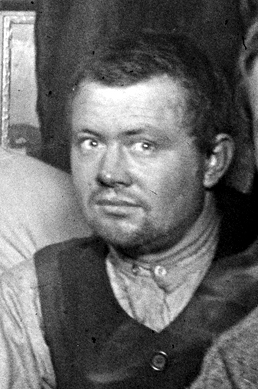
Jørgen Stubberud (1883–1980)

- Stubbings, Frank Henry (1915–2005), britischer Altphilologe und Mykenologe
- Stubbins, Albert (1919–2002), englischer Fußballspieler
- Stubbins, Hugh (1912–2006), US-amerikanischer Architekt
- Stubblebine, Albert (1930–2017), US-amerikanischer Offizier, Generalmajor der US-Armee
- Stubblefield, Clyde (1943–2017), US-amerikanischer SchlagzeugerClyde Stubblefield (1943–2017)

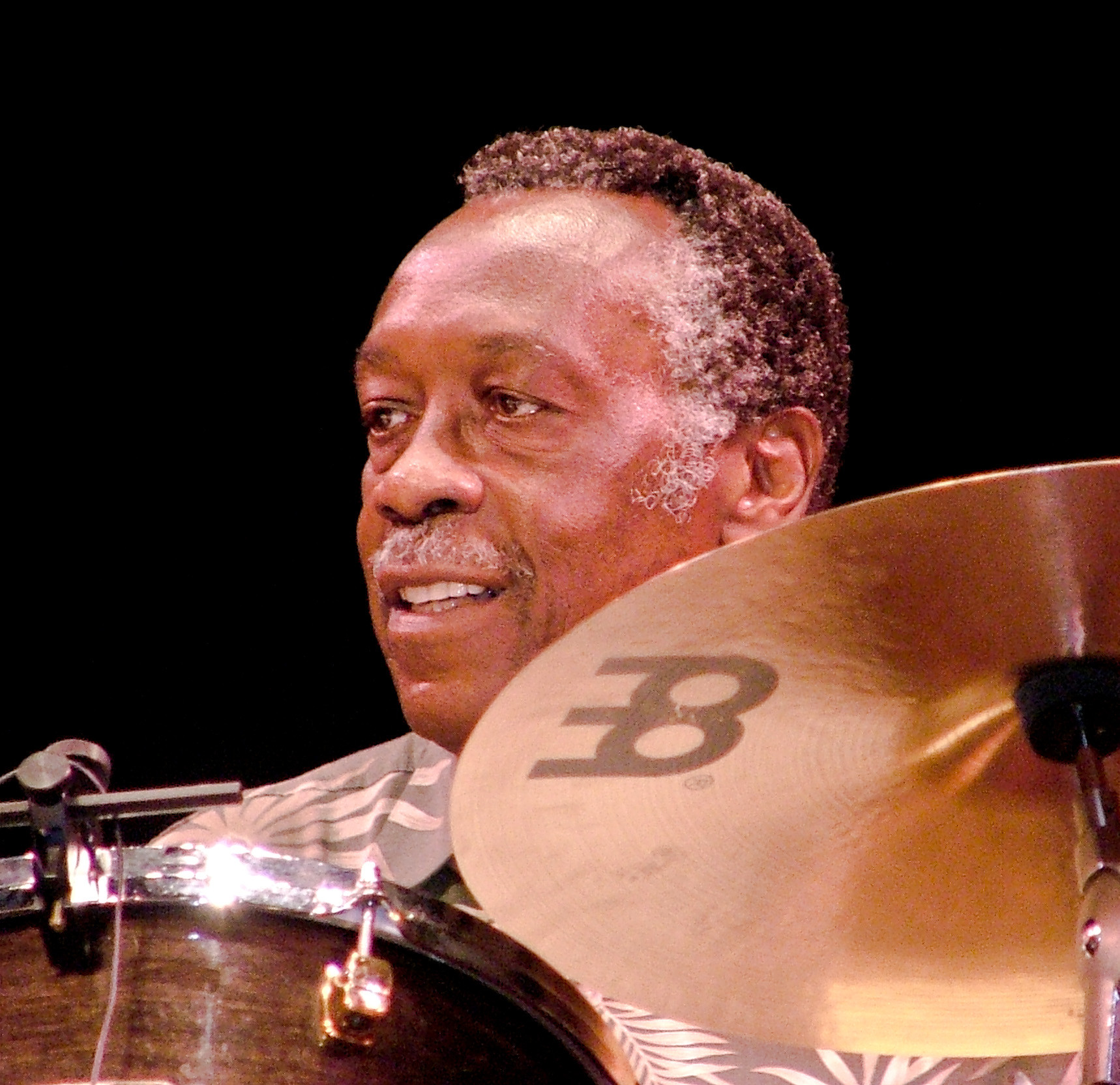
Clyde Stubblefield (1943–2017)

- Stubblefield, Frank (1907–1977), US-amerikanischer Politiker
- Stubblefield, James (1901–1999), britischer Geologe und Paläontologe
- Stubblefield, John (1945–2005), amerikanischer Jazz-Tenorsaxophonist und Flötist
- Stubblefield, Nathan (1860–1928), US-amerikanischer Erfinder und Melonenfarmer
- Stubblety-Cook, Zac (* 1999), australischer Schwimmer
- Stubbs, Alan (* 1971), englischer Fußballspieler und -trainer
- Stubbs, Christopher (* 1958), US-amerikanischer Experimentalphysiker
- Stubbs, Frank (1909–1993), US-amerikanischer Eishockeyspieler
- Stubbs, George (1724–1806), englischer Maler und Wissenschaftler
- Stubbs, Henry E. (1881–1937), US-amerikanischer Politiker
- Stubbs, Imogen (* 1961), britische Schauspielerin
- Stubbs, Jack (1913–1997), britischer Szenenbildner und Regieassistent
- Stubbs, John († 1591), englischer Politiker
- Stubbs, Ken (* 1961), britischer Jazzmusiker (Altsaxophon, Komposition)
- Stubbs, Les (1929–2011), englischer Fußballspieler
- Stubbs, Levi (1936–2008), US-amerikanischer Sänger der Soul-Gruppe Four Tops
- Stubbs, Lily Ann, britische Schauspielerin und Synchronsprecherin
- Stubbs, Louise (1930–2001), US-amerikanische Schauspielerin
- Stubbs, Peter, australischer Spezialeffektkünstler
- Stubbs, Rennae (* 1971), australische Tennisspielerin
- Stubbs, Stephen (* 1951), amerikanischer Lautenist und Dirigent
- Stubbs, Tommy (* 1990), britischer Boxer
- Stubbs, Tristan (* 2000), südafrikanischer Cricketspieler
- Stubbs, Una (1937–2021), britische Schauspielerin und TänzerinUna Stubbs (1937–2021)

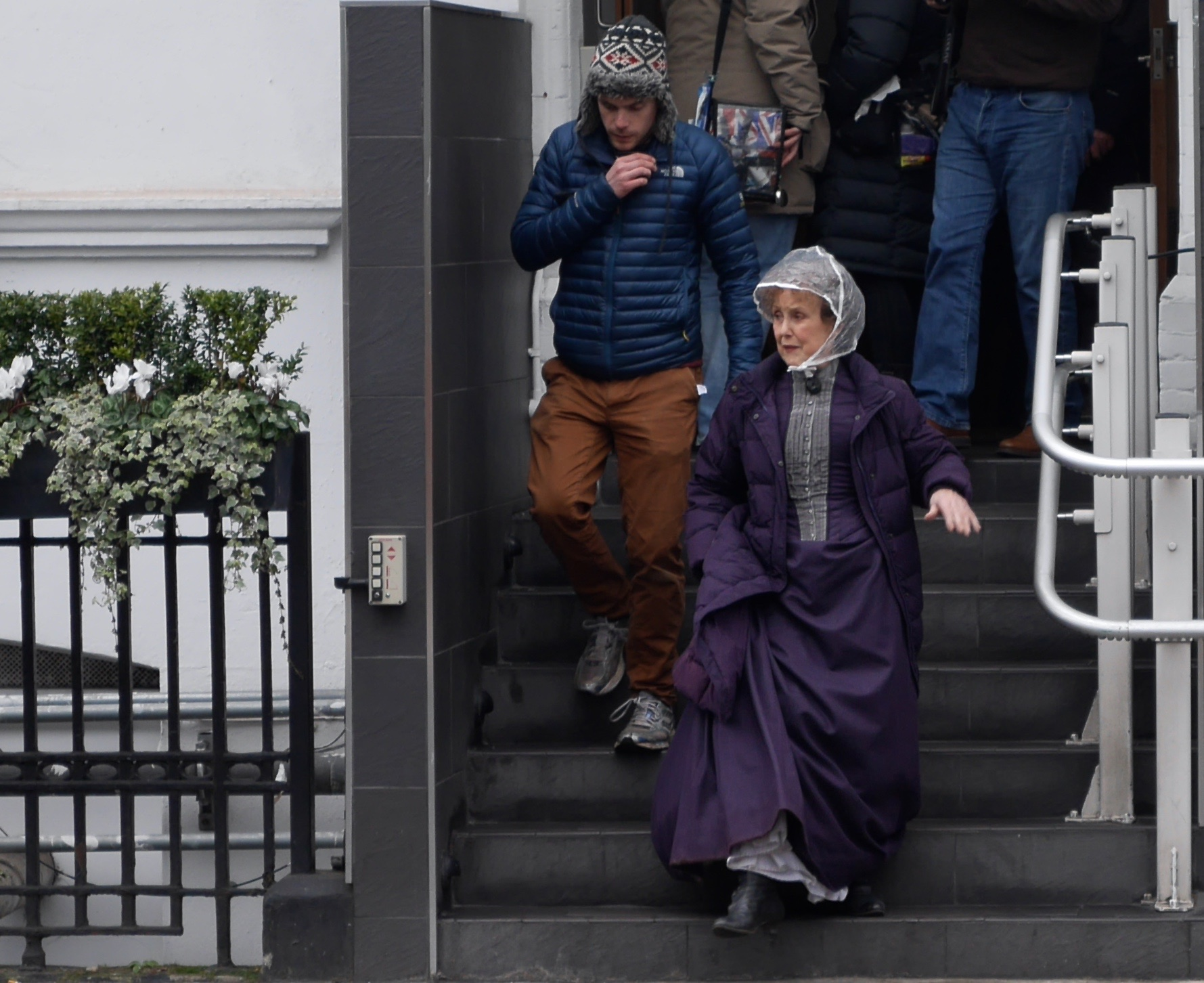
Una Stubbs (1937–2021)

- Stubbs, Walter R. (1858–1929), US-amerikanischer Politiker
- Stubbs, William (1825–1901), englischer Historiker und Lordbischof von Oxford

### Stubc
- Stübchen, Manfred (* 1928), deutscher DBD-Funktionär, Vorsitzender des Bezirksvorstandes Gera der DBD

### Stube
- Stübe, Gerhard (1921–2006), deutscher Drehbuch- und Hörspielautor
- Štube, Monika (* 1999), lettische Fußballspielerin
- Stübecke, Bernhard (1904–1964), deutscher Radrennfahrer
- Stübel, Alphons (1835–1904), deutscher Naturforscher, Geologe, Geograph, Ethnologe
- Stübel, Andreas (1653–1725), deutscher Theologe, Pädagoge und Philosoph
- Stübel, Bruno (1842–1907), deutscher Bibliothekar
- Stübel, Carl Julius (1802–1891), deutscher Richter und Stadtrat in Dresden
- Stübel, Christoph Karl (1764–1828), deutscher Rechtswissenschaftler und Hochschullehrer
- Stübel, Moritz (1871–1954), deutscher Jurist und Lokalforscher
- Stübel, Oscar Wilhelm (1846–1921), deutscher Diplomat
- Stübel, Paul Alfred (1827–1895), deutscher Politiker (NLP), MdR
- Stubel, Wolf-Dieter (1941–2023), deutscher Hörfunkmoderator
- Stüben, Georg (* 1961), deutscher Strahlentherapeut
- Stüben, Joachim (* 1959), deutscher evangelischer Kirchenhistoriker
- Stüben, Nathalie (* 1985), deutsche Journalistin, Autorin, Podcasterin und Bloggerin
- Stubenberg, Anna von (1821–1912), österreichische Gräfin, Komponistin und Wohltäterin
- Stubenberg, Felix von (1748–1828), römisch-katholischer Geistlicher
- Stubenberg, Franz (1722–1795), kaiserlich-österreichischer Militär und Generalmajor des Reichsheeres
- Stubenberg, Franz de Paula (1688–1751), kaiserlich-österreichischer Feldmarschall-Lieutenant und kommandierender General des Reichsheeres
- Stubenberg, Johann Wilhelm von (1619–1663), Barockdichter und Übersetzer
- Stubenberg, Joseph von (1740–1824), Fürstbischof von Eichstätt und Erzbischof von Bamberg
- Stubenberg, Rudolf von (1559–1620), Teilnehmer am böhmischen Ständeaufstand und am Zweiten Prager Fenstersturz
- Stubenberg, Rudolf Wilhelm von (1643–1677), Barockdichter
- Stubendorff, Melchior († 1609), deutscher lutherischer Theologe und braunschweigischer Hofprediger
- Stubenhaus, Neil (* 1953), US-amerikanischer Musiker
- Stubenrauch, Adolf (1855–1922), deutscher Archäologe und Restaurator
- Stubenrauch, Amalie von (1805–1876), deutsche Theaterschauspielerin
- Stubenrauch, Bertram (* 1961), deutscher katholischer Theologe
- Stubenrauch, Ernst von (1853–1909), Landrat des südlich Berlins gelegenen Kreis TeltowErnst von Stubenrauch (1853–1909)

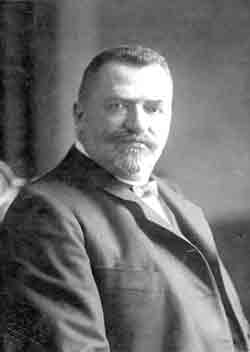
Ernst von Stubenrauch (1853–1909)

- Stubenrauch, Felix (1850–1931), deutscher Konteradmiral, Kommandant von Helgoland
- Stubenrauch, Franz Xaver Anton von (1718–1793), deutscher forst- und wirtschaftswissenschaftlicher Schriftsteller
- Stubenrauch, Franziska (* 1953), deutsche Künstlerin und Kunstdozentin
- Stubenrauch, Hans (1875–1941), deutscher Maler, Illustrator und Schriftsteller
- Stubenrauch, Herbert (1896–1958), deutscher Bibliotheksdirektor, Schillerforscher, Verleger und Literaturwissenschaftler
- Stubenrauch, Klaus (* 1930), deutscher Politiker und Staatssekretär (DDR)
- Stubenrauch, Ludwig von (1865–1940), deutscher Chirurg und Hochschullehrer
- Stubenrauch, Moritz von (1811–1865), österreichischer Jurist
- Stubenrouch, Gerard (1918–1962), niederländischer Politiker
- Stubenvoll, Erika (* 1945), österreichische Politikerin (SPÖ), Landtagsabgeordnete und Gemeinderätin
- Stubenvoll, Klaus (* 1968), österreichischer Basketballspieler
- Stüber, Eberhard (* 1927), österreichischer Biologe
- Stüber, Ernst-Otto (* 1940), deutscher Politiker (SPD), MdL
- Stüber, Frederic (* 1995), deutscher Handballspieler
- Stuber, Friedrich (1864–1945), Schweizer Lehrer und Politiker
- Stüber, Fritz (1903–1978), österreichischer Jurist, Journalist, Autor und Politiker (VdU, FSÖ), Abgeordneter zum Nationalrat
- Stuber, Fritz (* 1939), Schweizer Architekt und StadtplanerFritz Stuber (* 1939)

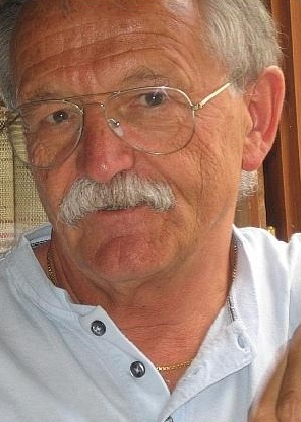
Fritz Stuber (* 1939)

- Stuber, Georges (1925–2006), Schweizer Fußballspieler
- Stuber, Gerhard (* 1927), deutscher Kommunalpolitiker
- Stüber, Hanny (1870–1955), deutsche Landschaftsmalerin der Düsseldorfer Schule, Kunstlehrerin und Frauenrechtlerin
- Stüber, Heinrich (1819–1887), deutscher Jurist und Politiker
- Stuber, Helmut (1925–2017), deutscher Verwaltungsjurist
- Stuber, Jacob (1592–1668), Buchdrucker
- Stüber, Karin (* 1970), Schweizer Sprachwissenschaftlerin
- Stuber, Nikolaus Gottfried (1688–1749), deutscher Maler des Barock
- Stüber, Otto (1885–1973), deutscher Gold- und Silberschmied
- Stuber, Petra (* 1956), deutsche Theaterwissenschaftlerin und Hochschullehrerin
- Stüber, Sabine (* 1953), deutsche Politikerin (Die Linke), MdB
- Stuber, Scott (* 1968), US-amerikanischer Filmproduzent
- Stüber, Stefanie (* 1982), deutsche Ringerin
- Stuber, Thomas (* 1981), deutscher Regisseur und Drehbuchautor
- Stuber, Volkmar, deutscher Musher
- Stuber, Werner (1900–1957), Schweizer Springreiter
- Stüber-Gunther, Fritz (1872–1922), österreichischer Schriftsteller
- Stuberger, Ulf G. (1949–2015), deutscher Journalist und Buchautor

### Stubg
- Stübgen, Michael (* 1959), deutscher Politiker (CDU), MdBMichael Stübgen (* 1959)

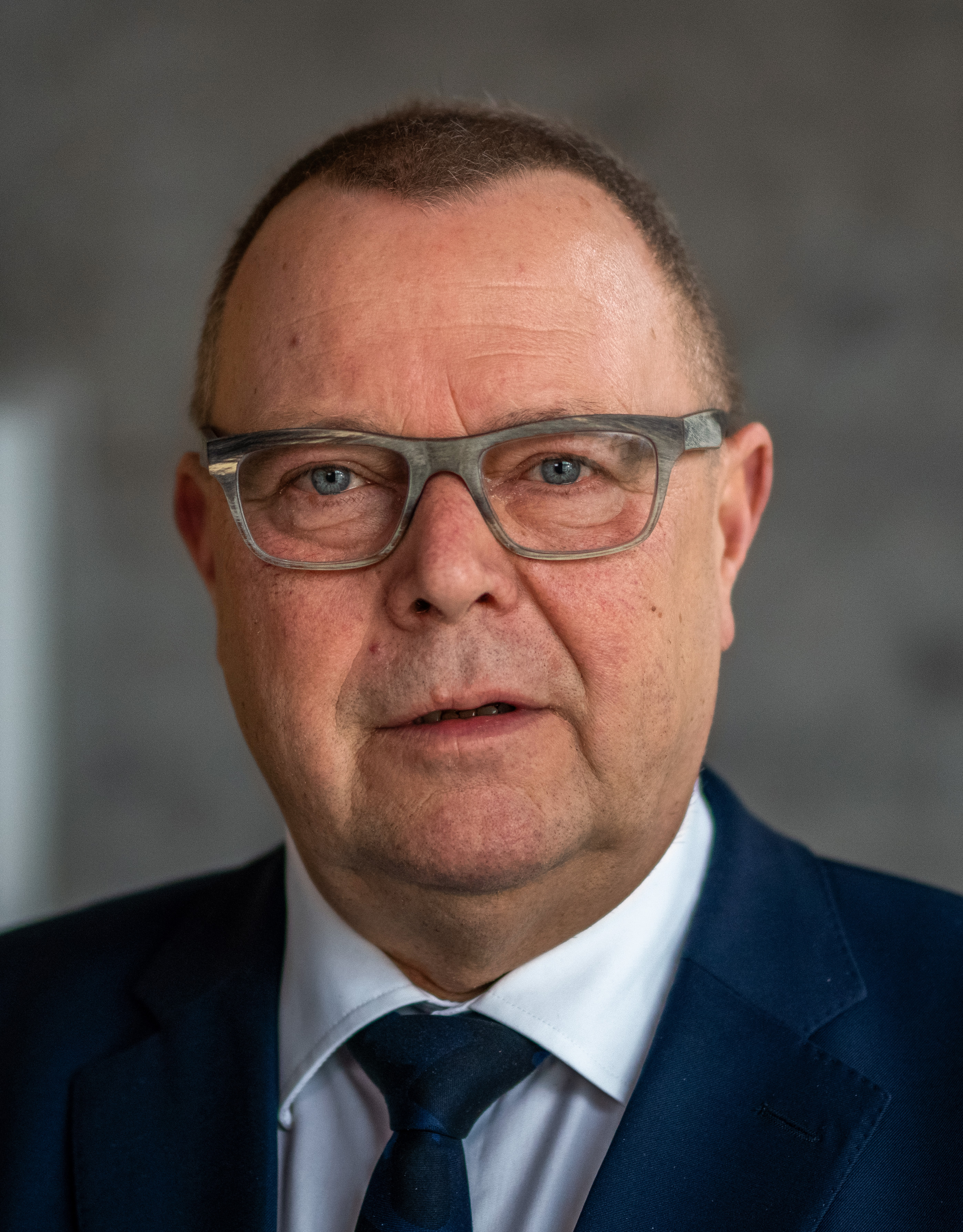
Michael Stübgen (* 1959)

### Stubh
- Stubhaug, Arild (* 1948), norwegischer Schriftsteller und Mathematikhistoriker
- Stubholt, Liv Monica (* 1961), norwegische Juristin und Politikerin der Senterpartiet (Sp)

### Stubi
- Stübi, Josef (* 1961), Schweizer römisch-katholischer Geistlicher, Weihbischof von Basel
- Stubican, Emanuel (* 1998), deutscher Leichtathlet
- Stübicher, Joseph (1706–1775), österreichischer Zisterzienser und Abt
- Stübig, Heinz (1939–2021), deutscher Erziehungswissenschaftler
- Stübiger, Nadja (* 1972), deutsche Schauspielerin
- Stübing, Jofie (* 1992), deutsche Fußballspielerin
- Stübing, Solvi (1941–2017), deutsche SchauspielerinSolvi Stübing (1941–2017)

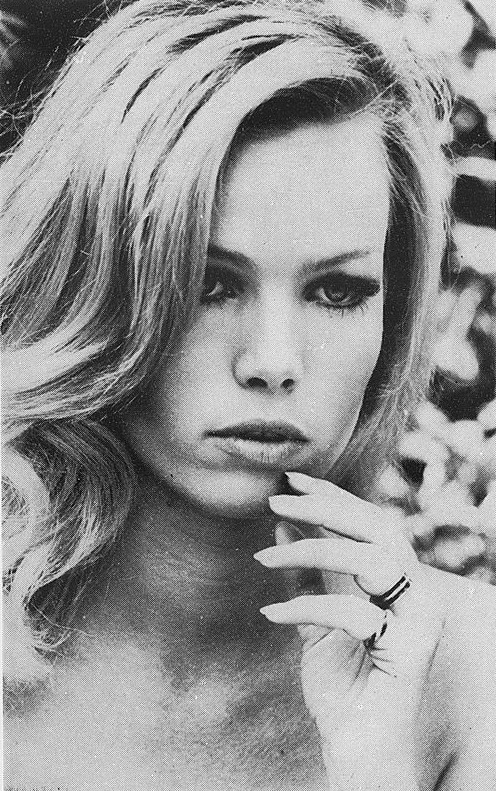
Solvi Stübing (1941–2017)

- Stübinger, Ewald (* 1956), deutscher evangelischer Theologe
- Stübinger, Oskar (1910–1988), deutscher Landwirt, Gutsverwalter und Politiker (CDU), MdL
- Stübinger, Stephan (* 1968), deutscher Rechtswissenschaftler

### Stubk
- Stubkjær, Henrik (* 1961), dänischer lutherischer Geistlicher

### Stubl
- Stübler, Eugen (1873–1930), deutscher Ingenieurwissenschaftler und Mathematiker
- Stübler, Ewald (1881–1945), deutscher Widerstandskämpfer gegen den Nationalsozialismus
- Stübler, Otto (1901–1986), deutscher Schauspieler, Synchron- und Hörspielsprecher
- Stublinger, Sebastian, fränkischer Rechtsgelehrter und Kanzler der Mark Brandenburg (1510–1529)

### Stubm
- Stubmann, Peter (1876–1962), deutscher Politiker (DDP), MdHB, MdR und Schriftsteller

### Stubn
- Stübner, Berndt (1947–2022), deutscher Schauspieler, Puppenbauer, Bühnenautor und Theaterregisseur
- Stübner, Friedrich Wilhelm (1710–1736), deutscher lutherischer Mathematiker, Philosoph und Hochschullehrer
- Stübner, Georg Albrecht (1680–1723), deutscher Dichter, Pastor und Professor
- Stübner, Gerhard (1943–2021), deutscher Lyriker und Mediziner
- Stübner, Hans (1900–1973), deutscher Maler und bildender Künstler
- Stübner, Herbert (1903–1962), deutscher Maler und Grafiker
- Stübner, Jörg (1965–2019), deutscher FußballspielerJörg Stübner (1965–2019)

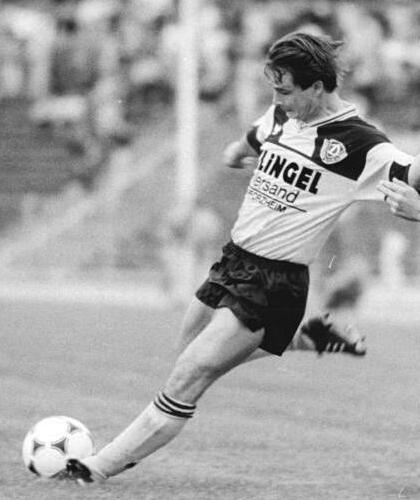
Jörg Stübner (1965–2019)

- Stubner, Stephan (* 1974), deutscher Wirtschaftswissenschaftler und Business Angel
- Stübner, Veit (* 1954), deutscher Schauspieler
- Stubnick, Christa (1933–2021), deutsche Sprinterin

### Stubo
- Stubø, Kjersti (* 1970), norwegische Jazzsängerin
- Stubø, Thorgeir (1943–1986), norwegischer Jazzgitarrist und Komponist

### Stubu
- Stuburić, Klara (* 1975), kroatische Fußballspielerin

### Stuby
- Stuby, Gerhard (1934–2020), deutscher Rechtswissenschaftler und Hochschullehrer